# David Mathers
David Cochrane Mathers (ur. 23 października 1931 w Glasgow, zm. 22 sierpnia 2014 w Southport) – szkocki piłkarz występujący na pozycji pomocnika.

## Kariera klubowa
Mathers rozpoczął swoją karierę piłkarską w klubie Partick Thistle, który występował w Scottish Division A. W sezonie 1953/1954 zajął z nim 3. miejsce w tych rozgrywkach. Wraz z zespołem trzykrotnie osiągnął finał Pucharu Ligi Szkockiej (1954, 1957, 1959). W 1959 roku odszedł do angielskiego Headington United, grającego w piątej lidze. Po roku wrócił do Partick Thistle, jednak w jego barwach nie rozegrał już żadnego spotkania. W sezonie 1961/1962 był zawodnikiem zespołu East Stirlingshire ze Scottish Division B. Po tym sezonie zakończył swoją piłkarską karierę.

## Kariera reprezentacyjna
W reprezentacji Szkocji Mathers wystąpił jeden raz, 25 maja 1954 w wygranym 2:1 towarzyskim spotkaniu z Finlandią.
W tym samym roku został powołany do kadry na mistrzostwa świata. Nie zagrał jednak na nich w żadnym meczu, a Szkocja zakończyła turniej na fazie grupowej.